# Led Zeppelin North American Tour Summer 1969
Led Zeppelin North American Tour Summer 1969 var en konsertturné med det brittiska hårdrocksbandet Led Zeppelin i USA och Kanada 5 juli - 31 augusti 1969. Under turnén spelade gruppen vid ett flertal festivaler, bland annat vid Seattle Pop Festival 27 juli där den så kallade shark episode ägde rum på hotellet Edgewater Inn efteråt.

## Låtlista
Led Zeppelins repertoar under denna turné var låtar från debutalbumet Led Zeppelin. En trolig låtlista med viss variation är följande:
1. "Train Kept A-Rollin' " (Bradshaw, Kay, Mann)
2. "I Can't Quit You Baby" (Dixon)
3. "Dazed and Confused" (Page)
4. "White Summer"/"Black Mountain Side" (Page)
5. "You Shook Me" (Dixon, Lenoir)
6. "How Many More Times" (Bonham, Jones, Page)
7. "Communication Breakdown" (Bonham, Jones, Page)

## Turnédatum
- 05/07/1969  Atlanta International Pop Festival - Atlanta
- 06/07/1969  Newport Jazz Festival - Newport (Rhode Island)
- 11/07/1969  Laurel Pop Festival - Laurel Park Racecourse - Laurel (Maryland)
- 12/07/1969  Summer Pop Festival, The Spectrum, Philadelphia
- 13/07/1969  Singer Bowl - New York (Oplanerad improviserad spelning)
- 18/07/1969  Kinetic Playground - Chicago
- 19/07/1969  Kinetic Playground - Chicago
- 20/07/1969  Musicarnival - Cleveland
- 21/07/1969  Schaefer Music Festival - Wollman Rink, Central Park, New York
- 25/07/1969  Midwest Rock Festival - Wisconsin State Fair Park, Milwaukee
- 26/07/1969  PNE Agrodome, Vancouver
- 27/07/1969  Seattle Pop Festival - Gold Creek Park, Woodinville (Washington)
- 29/07/1969  Kinsmen Field House - Edmonton
- 30/07/1969  Terrace Ballroom - Salt Lake City
- 01/08/1969  Fairgrounds Arena - Santa Barbara
- 02/08/1969  Civic Auditorium - Albuquerque
- 03/08/1969  Houston Music Hall - Houston
- 04/08/1969  State Fair Coliseum - Dallas
- 06/08/1969  Memorial Auditorium - Sacramento
- 07/08/1969  Berkeley Community Theatre - Berkeley
- 08/08/1969  Swing Auditorium - San Bernardino
- 09/08/1969  Anaheim Convention Center - Anaheim
- 10/08/1969  San Diego Sports Arena - San Diego
- 14/08/1969  Austin Municipal Auditorium - Austin
- 15/08/1969  HemisFair Arena - San Antonio, TX
- 16/08/1969  Asbury Park Convention Hall, Asbury Park (New Jersey)
- 17/08/1969  Oakdale Musical Theater - Wallingford (Connecticut)
- 18/08/1969  The Rockpile - Toronto (Två spelningar)
- 20/08/1969  The Aerodrome - Schenectady
- 21/08/1969  Carousel Theater - Framingham (Massachusetts)
- 22/08/1969  Pirate's World - Dania (Florida)
- 23/08/1969  Pirate's World - Dania
- 24/08/1969  Veterans Memorial Coliseum - Jacksonville
- 27/08/1969  Casino Ballroom, Hampton Beach (New Hampshire)
- 30/08/1969  Singer Bowl Music Festival - New York State Pavilion - Queens
- 31/08/1969  Texas International Pop Festival - Dallas